# Marjan Šemrl
Marjan Šemrl, slovenski šahist, 24. svetovni prvak v dopisnem šahu, * 1954.
Marjan Šemrl je slovenski mojster rednega šaha (1999) ter velemojster dopisnega šaha (2007). Največji uspeh je dosegel leta 2011, ko je zmagal na svetovnem prvenstvu v dopisnem šahu in postal 24. svetovni prvak. Kot član slovenske reprezentance je leta 2016 osvojil drugo mesto in srebrno medaljo na 18. olimpijadi v dopisnem šahu. Prav tako drugo mesto in srebrno medaljo je dosegel tudi na 9. ekipnem prvenstvu Evrope, ki je bilo končano leta 2017. 